# Ramsey Campbell
John Ramsey Campbell (ur. 4 stycznia 1946 w Liverpoolu) – brytyjski pisarz, twórca horrorów.

## Pseudonimy
W latach 70. pod pseudonimem Carl Dreadstone napisał 3 powieści będące książkowymi adaptacjami klasycznych filmowych horrorów. Pozostałe książki z tej serii wydane pod tym pseudonimem tj. Mumia (The Mummy) (wydana również w Polsce), The Werewolf of London oraz The Creature from the Black Lagoon nie zostały jednak napisane przez Campbella. Innym pseudonimem użytym przez niego tylko raz był Jay Ramsay.

### Powieści
- 1976 The Doll Who Ate His Mother
- 1977 The Bride of Frankenstein (jako Carl Dreadstone, książkowa adaptacja filmu Narzeczona Frankensteina z 1935)
- 1977 Dracula's Daughter (jako Carl Dreadstone, książkowa adaptacja filmu Córka Draculi z 1936)
- 1977 The Wolfman (jako Carl Dreadstone, książkowa adaptacja filmu Wilkołak z 1941)
- 1979 The Face That Must Die
- 1980 To Wake the Dead (The Parasite)
- 1981 The Nameless
- 1982 The Claw
- 1983 Night of the Claw (The Claw, jako Jay Ramsay)
- 1983 Incarnate
- 1985 Obsession
- 1986 The Hungry Moon
- 1988 Zły wpływ (The Influence)
- 1989 Wieża strachu (Ancient Images)
- 1990 Midnight Sun
- 1991 The Count of Eleven
- 1993 The Long Lost
- 1995 The One Safe Place
- 1996 The House on Nazareth Hill (Nazareth Hill)
- 1998 The Last Voice They Hear
- 2000 Silent Children
- 2001 Pact of the Fathers
- 2002 Najciemniejsza część lasu (The Darkest Part of the Woods)
- 2004 The Overnight
- 2005 Secret Story (Secret Stories)
- 2007 The Grin of the Dark
- 2008 Thieving Fear
- 2009 Creatures of the Pool
- 2010 Solomon Kane
- 2010 The Seven Days of Cain
- 2011 Ghosts Know
- 2012 The Kind Folk

### Nowele
- 1990 Needing Ghosts

### Zbiory opowiadań
- 1964 The Inhabitant of the Lake: And Less Welcome Tenants
- 1973 Demons by Daylight
- 1976 The Height of the Scream
- 1981 Waking Nightmares
- 1982 Dark Companions
- 1985 Cold Print
- 1986 Black Wine (razem z Charlesem L. Grantem(inne języki))
- 1987 Dark Feasts: The World of Ramsey Campbell
- 1987 Scared Stiff
- 1987 Ghostly Tales
- 1993 Strange Things and Stranger Places
- 1993 Two Obscure Tales
- 1993 Alone with the Horrors
- 1995 Far Away and Never
- 1997 Ghosts and Grisly Things
- 2003 Told by the Dead
- 2007 The Book of Liverpool: A City in Short Fiction (razem z Rogerem McGoughem, Margaret Murphy oraz Brianem Pattenem(inne języki))
- 2008 Inconsequential Tales
- 2009 Just Behind You

### Inne
- 2002 Ramsey Campbell, Probably: 20 Years of Essays and Articles (razem z S.T. Joshim)
- 2005 Horror: Another 100 Best Books (razem z Stephenem Jonesem)

### Powieści zapowiedziane
- 2010 Solomon Kane (książkowa adaptacja filmu Solomon Kane)
- The Seven Days of Cain
- Ghosts Know

## Książki o Ramseyu Campbellu
- 1988 Ramsey Campbell (aut. Gary William Crawford)
- 1993 The Count of Thirty: A Tribute to Ramsey Campbell (aut. S.T. Joshi)
- 2001 The Modern Weird Tale (aut. S.T. Joshi)
- 2001 Ramsey Campbell and Modern Horror Fiction (aut. S.T. Joshi)

## Adaptacje filmowe i telewizyjne
- 1999 Bezimienni (Los sin nombre) (reż. Jaume Balagueró) (na podstawie powieści The Nameless)
- 2000 The Seductress (reż. Alain Desrochers) (na podstawie opowiadania o tym samym tytule) – odcinek 19, 2 sezonu serialu telewizyjnego Mroczne żądze (także jako Osobliwości) (The Hunger)
- 2002 El segundo nombre (reż. Paco Plaza) (na podstawie powieści Pact of the Fathers)